# Waanrode

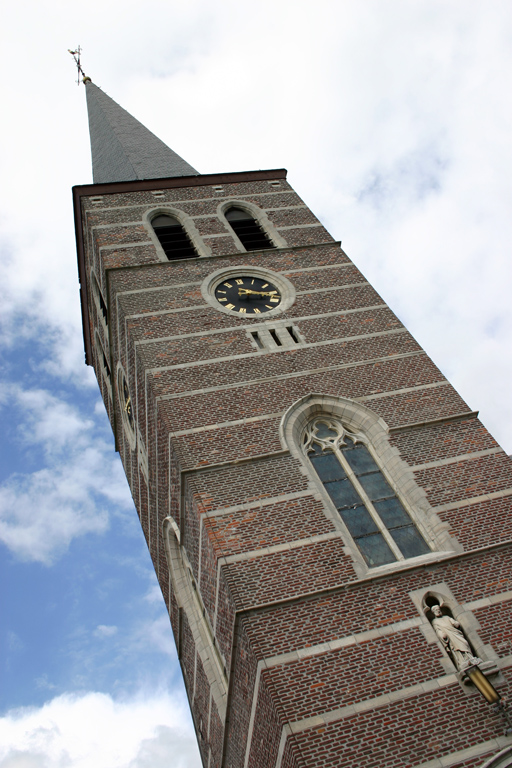
Sint-Bartholomeuskerk

Waanrode is een deelgemeente van Kortenaken (kanton Diest, arrondissement Leuven, Vlaams-Brabant, België). Waanrode was een zelfstandige gemeente tot aan de gemeentelijke herindeling van 1977.

## Situering
De noordoostelijke hoek grenst aan Assent. In het oosten paalt het aan Kortenaken, in het zuidoosten en zuiden aan Kersbeek-Miskom, en in het westen en noorden aan Bekkevoort.
Voor de fusie van 1977 was Waanrode een klein dorp met een oppervlakte van slechts 872 ha. In 1977 werd Waanrode een deel van Kortenaken, samen met Kersbeek-Miskom, Ransberg, Hoeleden, en een gedeelte van het gehucht Stok.
Het grondgebied bestaat uit drie secties: sectie A of Waanrode dorp, sectie B of Borgelken en sectie C of het Kasteel.
De waterlopen behoren tot het bekken van de Grote Beek en van de Velp.

## Etymologie
De oudste vorm van de naam Waanrode is walrode. Waanrode is een typische rodenaam. Rode, uit het germaanse rotha, betekent gerooid bos. Volgens Claes bevat Waan- de korte naam Walo. Waanrode betekent dan "gerooid bos van Walo". Gysseling ziet in het eerste lid echter de genitief meervoud Walha, dit is "van de Walen".

## Bezienswaardigheden
- De Sint-Bartholomeuskerk
- De pastorie

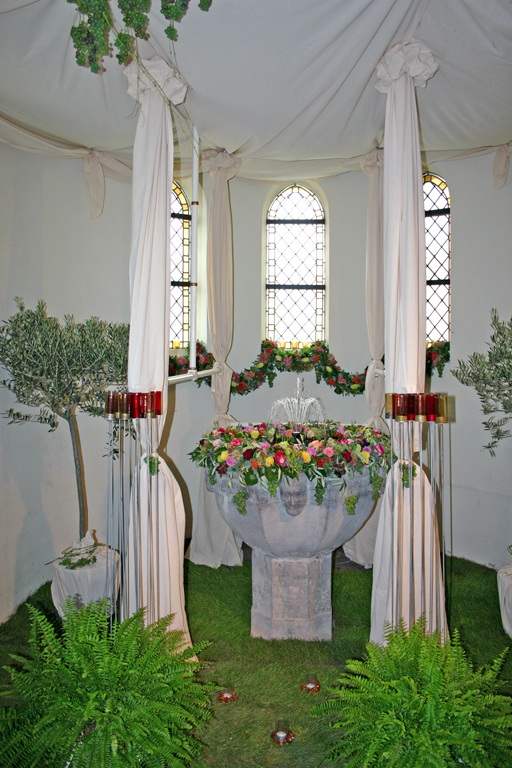
Bloemenfeesten - Kerk in de bloemen

- Het Kasteel Waanrode, eigendom van de grafelijke familie d'Arschot Schoonhoven[1]

## Natuur en landschap
Waanrode ligt in het Hageland op een hoogte van 45-75 meter. De kerk ligt op 67 meter hoogte.

## Demografische ontwikkeling
- Bronnen:NIS, Opm:1831 tot en met 1970=volkstellingen; 1976 = inwoneraantal op 31 december

## Bestuur
Waanrode was een zelfstandige gemeente tot aan de gemeentelijke herindeling van 1977.
De katholiek Vandervelpen was anno 1868 94 jaar en dan al 65 jaar lang burgemeester.

## Spotnaam
De oorsprong van de spotnaam "Torendraaier" is niet bekend; evenmin is geweten sedert wanneer de Waanrodenaren zo genoemd worden.
Vermoedelijk wordt er gezinspeeld op de bouwwijze van de opeenvolgende kerkgebouwen, waarbij de toren telkens van plaats verwisselde. Het huidige kerkgebouw (1902) heeft inderdaad geen echte westertoren, maar een zuidwestertoren.

## Dialect
Het dialect van het dorp heet Waanrodens (Woinders). Het dorp ligt nog net binnen het gebied waar van oudsher het Getelands wordt gesproken, een verzamelnaam voor overgangsdialecten tussen het Limburgs en het Brabants. Kenmerkend voor het Waanrodens is bijvoorbeeld het gebruik van ich voor ik, terwijl men gij in plaats van dzjieë of doo zegt.

## Evenementen
Waanrode is (inter-)nationaal bekend als bloemendorp - elk jaar sinds 1981 wordt het hele dorp in de bloemen gezet (zie afbeelding als voorbeeld)

## Nabijgelegen kernen
Wersbeek, Bekkevoort, Assent, Loksbergen, Kersbeek